# Kool & the Gang
Kool & the Gang er en amerikansk jazz / R&B / soul / funk / disco-gruppe. Gruppen blev oprindeligt dannet i Jersey City, New Jersey, USA i 1964.
De gik gennem flere musikalske faser i deres karriere, begyndende med jazz over R & B og funk, og udvikler sig til et discoorkester og slutter den succesrige periode af deres karriere af med at producere pop og R&B.
Gruppen er kendt for en serie af hits fra 1970'erne og de tidlige 80'ere. Blandt andre Celebration, Ladies Night, Get Down On It og Jungle Boogie.
De har solgt over 70 millioner albums på verdensplan.